# 私 (小説)
『私』（わたくし）は、谷崎潤一郎の短編推理小説。1921年（大正10年）2月に書かれて、翌3月に改造社の『改造』誌上で発表された。単行本『AとBの話』（新潮社、1921年10月15日発行）に初収録。

## 概要
本作は、一人称で語られる叙述トリックを扱った推理小説で、同じトリックの先駆的作品として知られているアガサ・クリスティー『アクロイド殺し』（1925年7月 - 同年9月夕刊紙に連載、タイトル：Who Killed Ackroyd? ）のおよそ4年半前に書かれている。
谷崎自身、『春寒（はるさむ）』に「僕は自作の犯罪物では『途上』よりも二三年後に発表した『私』と云ふ短編の方に己惚れがある」と自賛している（引用にあたり新字で表記、以下同じ）。

## あらすじ
私が一高の寄宿寮にいたころ、「蝋勉（）」と称して夜な夜な同室の学生たち（樋口、平田、中村）とおしゃべりをするのが習慣となっていた。ある晩、寮内の盗難が話題になった。泥坊は寮生に違いないという話で、廊下を逃げていくときに頭からスッポリ被っていた羽織が下り藤の紋附だったということである。私の家紋が下り藤だったため、平田がチラリと私の顔色を窺ったように見えた。平田は私を忌み嫌っており、とくに近頃は私の陰口を言うようになり、そのため私と平田は互いに面白くない気持ちで付き合っていた。平田に疑われていると思った私は動揺し、「すると僕にも嫌疑が懸るぜ」と笑ってしまえばいいか、しかし全員が笑ってくれればいいが平田だけ苦い顔をしたら居心地が悪い、などと様々に考えを巡らせる。そして、今の私は真犯人と同じような煩悶や孤独を味わっているようだと思った。
中村は私に、寮の委員たちは君（主人公の「私」のこと）を疑っているが自分は決して疑っていない、と涙ながらに話す。そして、委員に私が疑わしいと告げ口をした人物について、私の推測に任せると言いながらも、平田であることを仄めかした。さらに聞くところによれば、私の肩を持つ樋口と中村は平田と対立し、平田は今日のうちに寮を出るのだと言う。それを聞いた私は、自分なんかのために君たちが友達をなくすのを見過ごすわけにはいかない、たとえ平田から嫌われていようと自分は彼を自分以上の人物であると尊敬しており彼が寮を出るくらいなら自分が出る、と主張した。結局その日、平田は寮を出て行かず、私もいま寮を出たらますます疑われてしまうため、少し機会を待とうと考えた。しかし、そうこうしているうちに樋口と中村の金銭と洋書も盗まれてしまう。
夜、樋口と中村が図書館に勉強に行き、平田と2人で部屋にいるのがつらい私も図書館に行くか散歩に行くかして部屋にいないようにしていたが、ある晩部屋に戻ってくると平田の姿がなかった。私が平田の机の引き出しから小為替を1枚抜き取り、懐に収めて廊下に出たところを、「ぬすツと！」と平田が私を張り倒す。そして平田は、部屋に戻って来た樋口と中村に私を突き出す。私は、泥坊を友達とした樋口と中村の浅はかさを指摘し、逆にごまかされずに私を疑った平田を称賛するのであった。

## 登場人物
私
一高の学生。青白くやせ型で神経質な性格。水呑み百姓枠で奨学金を使ってやっと学校に通えている。貧困学生であることに劣等コンプレックスを抱いている。作中では一人称の「私」によって語られるが、会話文の内容から「私」の名字が「鈴木」であると分かる。
樋口（ひぐち）
一高の学生。某博士の息子。裕福な家庭のお坊ちゃん。
平田（ひらた）
一高の学生。私をひどく嫌っている。頑丈で男性的な肉体の持ち主。
中村（なかむら）
一高の学生。私と同室。夜のおしゃべりに参加している。

## 解説
谷崎は本作について、「『私』は誰に読まれても恥かしくない作品である」と自信を持って次のとおり記している。
鈴木登美は本作の叙述トリックについて、「結末近くで寮内の泥棒は実は「私」であったと明かされるまで、読者は、犯罪の濡れ衣を着せられるという心理的現実を語り手は伝えようとしているのだとすっかり思い込んでしまう」と、その効果を認めている。
三嶋潤子は、本作と同時期の作品、『異端者の悲しみ』（『中央公論』、1917年7月）、『前科者』（『読売新聞』、1918年2月21日 - 同年3月19日）、『AとBの話』（『改造』、1921年8月）などに共通するテーマとして〈悪人の孤独〉を指摘する一方、これらの作品の悪人たちにおいて「彼らの孤独からは、その切実さが十分に伝わってこない」のに対し、本作は探偵小説の形式を借りることにより、「少なくとも「煩悶」「孤独」への共感を、一時的にしろ可能にしている」と、〈悪人の孤独〉を読者に共感させている点で、本作を他の作品よりも上位に位置するものと評している。

## 収録書籍

### 単行本
- 『AとBの話』新潮社、1921年10月15日、75-100頁。NDLJP:968410/41。

併録作品：「AとBの話」「途上」「不幸な母の話」「倹閲官」「鶴唳」「月の囁き」「蘇東坡」
- 『潤一郎犯罪小説集』新潮社〈新潮文庫 第14編〉、1929年5月1日、128-148頁。NDLJP:1193078/72。

併録作品：「日本に於けるクリップン事件」「白晝鬼語」「或る罪の動機」「途上」「前科者」「黑白」
- 『短篇集 私』全国書房、1947年3月25日、1-29頁。NDLJP:1135571/6。

併録作品：「馬の糞」「不幸な母の話」「小さな王国」「前科者」「或る調書の一節」「西湖の月」
- 『前科者――谷崎潤一郎推理小説集』三才社、1951年6月30日、159-183頁。NDLJP:1642660/84。

併録作品：「柳湯の事件」「人面疽」「呪はれた戱曲」「日本に於けるクリップン事件」「或る調書の一節」「前科者」
- 『谷崎潤一郎犯罪小説集』集英社〈集英社文庫〉、1991年8月25日、67-90頁。ISBN 4-08-749739-9。国立国会図書館書誌ID:000002128388。

併録作品：「柳湯の事件」「途上」「白昼鬼語」
- 『谷崎潤一郎犯罪小説集』集英社〈集英社文庫〉、2007年12月14日、73-97頁。ISBN 978-4-08-746249-4。国立国会図書館書誌ID:000009200786。

併録作品：「柳湯の事件」「途上」「白昼鬼語」
- 日下三蔵 編『白昼鬼語 探偵くらぶ』光文社〈光文社文庫〉、2021年6月16日、245-265頁。ISBN 978-4-334-77964-1。国立国会図書館書誌ID:031467390。

併録作品：「秘密」「前科者」「人面疽」「呪われた戯曲」「ハッサン・カンの妖術」「途上」「或る調書の一節」「或る罪の動機」「病褥の幻想」「白昼鬼語」「柳湯の事件」「日本に於けるクリップン事件」
英語版
- “The Thief”, Seven Japanese tales, Howard Hibbett（訳）, Alfred A. Knopf, (1963), ISBN 0-679-76107-1 ※作品名の「私」は  "The Thief"（泥棒）に意訳された。

併録作品："A Portrait of Shunkin"（春琴抄） "Terror"（恐怖） "The Bridge of Dreams"（夢の浮橋） "The Tattooer"（刺青） "Aguri"（青い花） "A Blind Man's Tale"（盲目物語）

### 全集・選集
- 『谷崎潤一郎集』新潮社〈現代小説全集 第10巻〉、1926年8月5日、3-23頁。NDLJP:978977/9。
- 『谷崎潤一郎全集 第9巻』改造社、1931年6月20日、1-24頁。NDLJP:1226483/6。※改造社版全集
- 『現代日本小説大系 第20巻』河出書房、1949年7月30日、320-332頁。NDLJP:1646417/164。
- 『谷崎潤一郎作品集 第1巻』創元社、1950年10月30日、69-82頁。NDLJP:1664357/40。※創元社版作品集
- 『現代文豪名作全集 第7巻』河出書房、1952年7月20日、198-207頁。NDLJP:1643029/105。
- 『現代日本小説大系 第22巻』河出書房、1955年2月25日、320-332頁。NDLJP:1646515/165。
- 十返肇 編『谷崎潤一郎名作集』あかね書房〈少年少女日本文学選集 13〉、1956年4月25日、67-84頁。NDLJP:1639166/39。
- 『谷崎潤一郎全集 第10巻』中央公論社、1959年5月10日、187-205頁。NDLJP:1664553/99。※新書判自選全集
- 『日本推理小説大系 第1巻』東都書房、1960年12月20日、86-93頁。NDLJP:1647030/49。
- 『谷崎潤一郎全集 第7巻』中央公論社、1967年5月25日、323-343頁。NDLJP:1664450/170。※没後版全集
  - 『谷崎潤一郎全集 第7巻』（豪華普及版）中央公論社、1973年4月、323-343頁。NDLJP:12560965/169。
- 『谷崎潤一郎文庫 第5巻』六興出版、1973年7月15日、271-286頁。NDLJP:12560991/139。
- 『谷崎潤一郎全集 第7巻』中央公論社、1981年11月25日、361-381頁。NDLJP:12561015/187。※愛読愛蔵版全集
- 『日本探偵小説全集 11』東京創元社〈創元推理文庫〉、1996年6月21日、110-130頁。NDLJP:12505089/57。
- 千葉俊二 編『潤一郎ラビリンス 8 犯罪小説集』中央公論新社〈中公文庫〉、1998年12月18日、209-235頁。ISBN 4-12-203316-0。国立国会図書館書誌ID:000002758240。

併録作品：「前科者」「柳湯の事件」「呪はれた戯曲」「途上」「或る調書の一節」「或る罪の動機」
- 『谷崎潤一郎全集 第8巻』中央公論新社、2017年1月10日、225-241頁。ISBN 978-4-12-403568-1。国立国会図書館書誌ID:027803259。※決定版全集